# Igreja Presbiteriana das Colinas
A Igreja Presbiteriana das Colinas (IPC) (em Inglês Hill Tracts Presbyterian Church)  é uma denominação reformada e evangélica no Bangladesh, constituída em 1985, como resultado de missões da Igreja Presbiteriana de Gales nas Colinas de Chatigão.

## História
As igrejas presbiterianas são oriundas da Reforma Protestante do século XVI. São as igrejas cristãs protestantes que aderem à teologia reformada e cuja forma de organização eclesiástica se caracteriza pelo governo de assembleia de presbíteros. O governo presbiteriano é comum nas igrejas protestantes que foram modeladas segundo a Reforma protestante suíça, notavelmente na Suíça, Escócia, Países Baixos, França e porções da Prússia, da Irlanda e, mais tarde, nos Estados Unidos.
Em 1918, o missionário galês, Edwin Rowland, acompanhado por voluntários nativos, veio para a área das Colinas de Chatigão, onde atuou por 20 anos.
A Missão responsável pelo trabalho nos anos seguintes foi a Missão Geral do Nordeste da Índia, com sede na Filadélfia, EUA. As primeiras conversões ocorreram em 1926, e três anos depois foi construída a primeira igreja.
Em 1968, os missionários se retiraram e foi organizada a Igreja Evangélica Cristã, que se tornou autossustentável.
Todavia, a denominação se dividiu em vários grupos. Em 1985, parte dos membros se separou e formou a Igreja Presbiteriana das Colinas.

## Organizações Intereclesiásticas
A denominação é membro do Conselho de Igrejas de Bangladesh.